# اردوگاه کار اجباری کائن

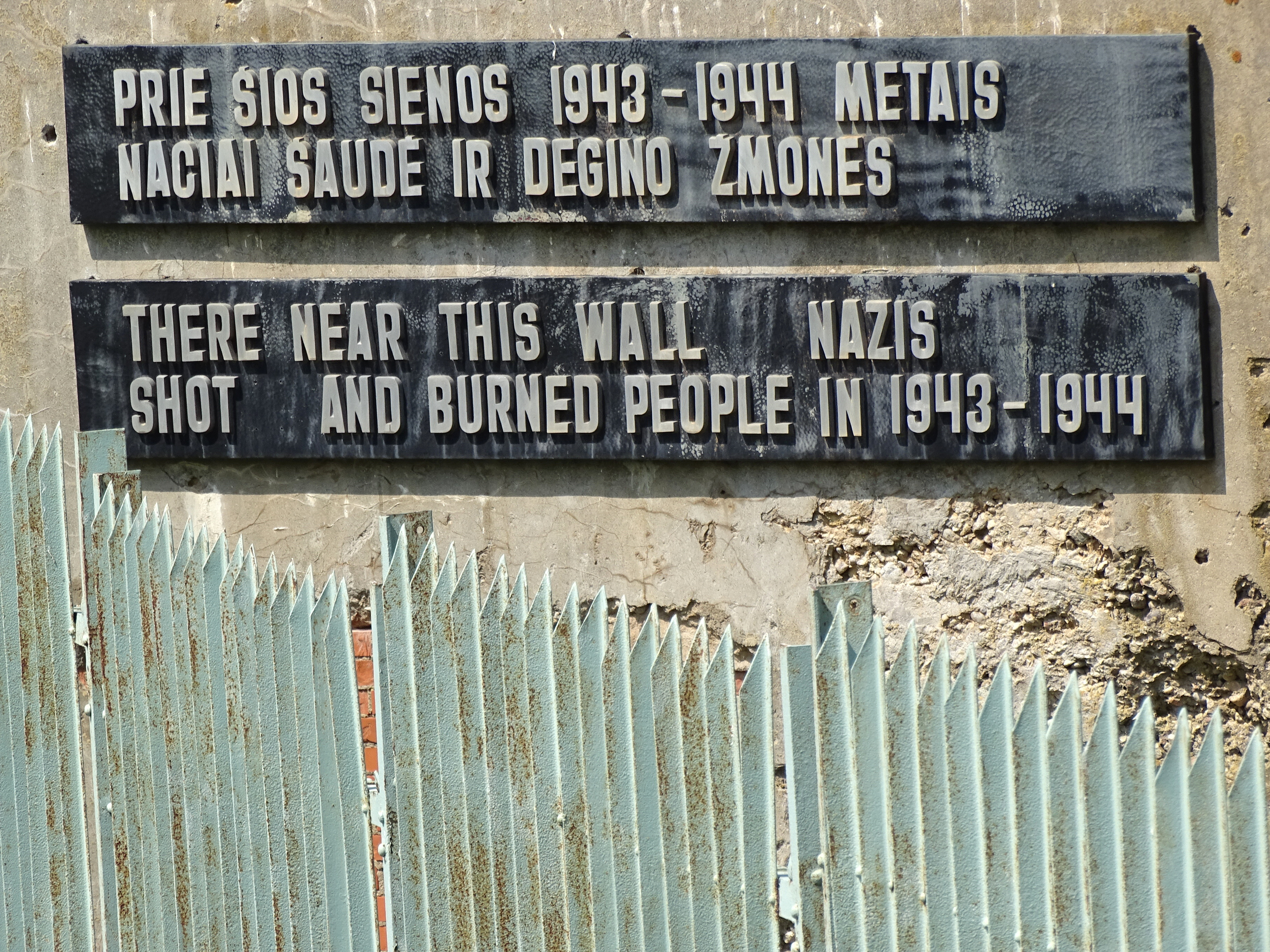
سنگ یادبودی برای اردوگاه کائن در قلعه نهم

اردوگاه کار اجباری کائن از جمله اردوگاه‌های کار اجباری آلمان نازی بود که در
گتو کونو قرار داشت. این اردوگاه از ۱۵ سپتامبر ۱۹۴۳ تا ۱۴ ژوئیه ۱۹۴۴ عملیاتی بود و ۸ اردوگاه زیرمجموعه در نزدیکی شهر کاوناس، در لیتوانی امروزین، داشت. بیشتر زندانیان این اردوگاه یا یهودیانی تشکیل می‌دادند که از هولوکاست در لیتوانی جان سالم به در برده بودند. اردوگاه در ۱ اوت ۱۹۴۴ توسط ارتش سرخ آزاد شد.